# Lorenz Peter Bagge
Lorenz Peter Bagge, född 26 maj 1775 i Göteborg, död 11 november 1840 i Malmö, var en svensk författare.
Lorenz Peter Bagge var son till handlaren Benjamin Bagge. Han blev student vid Lunds universitet 1788, avlade en teologisk examen 1789, blev student vid Uppsala universitet 1795 och avlade en kansliexamen där 1797. Redan som ung började Bagge skriva poesi, de äldsta bevarade proven härrör från 15 års ålder. 1794 debuterade han med diktsamlingen Försök af en yngling. Influenserna kom främst från Thomas Thorild och Bengt Lidner. Sedan han avlagt sin examen sökte Bagge inträde vid Kunglig majestäts kansli, men underkändes i det skriftliga provet. Däremot erhöll han 1798 på Carl Gustaf af Leopolds förslag ett tillfälligt understöd av Svenska Akademien. Han vistades därefter under en längre tid i Tyskland, främst i Berlin, bland annat i Friedrich Leopold von Schrötters hem. 1811 inträdde han i tjänst hos regeringen i Svenska Pommern och fick därvid uppdraget att ombesörja chiffreringen vid pommerska regeringens kontakter med regeringen i Stockholm. 1812 blev han registrator. Efter Pommerns avträde till Danmark återvände Bagge till Sverige och uppehöll sig en tid i Uppsala. På 1830-talet flyttade han till Lund.